# Cừu Jezersko-Solčava

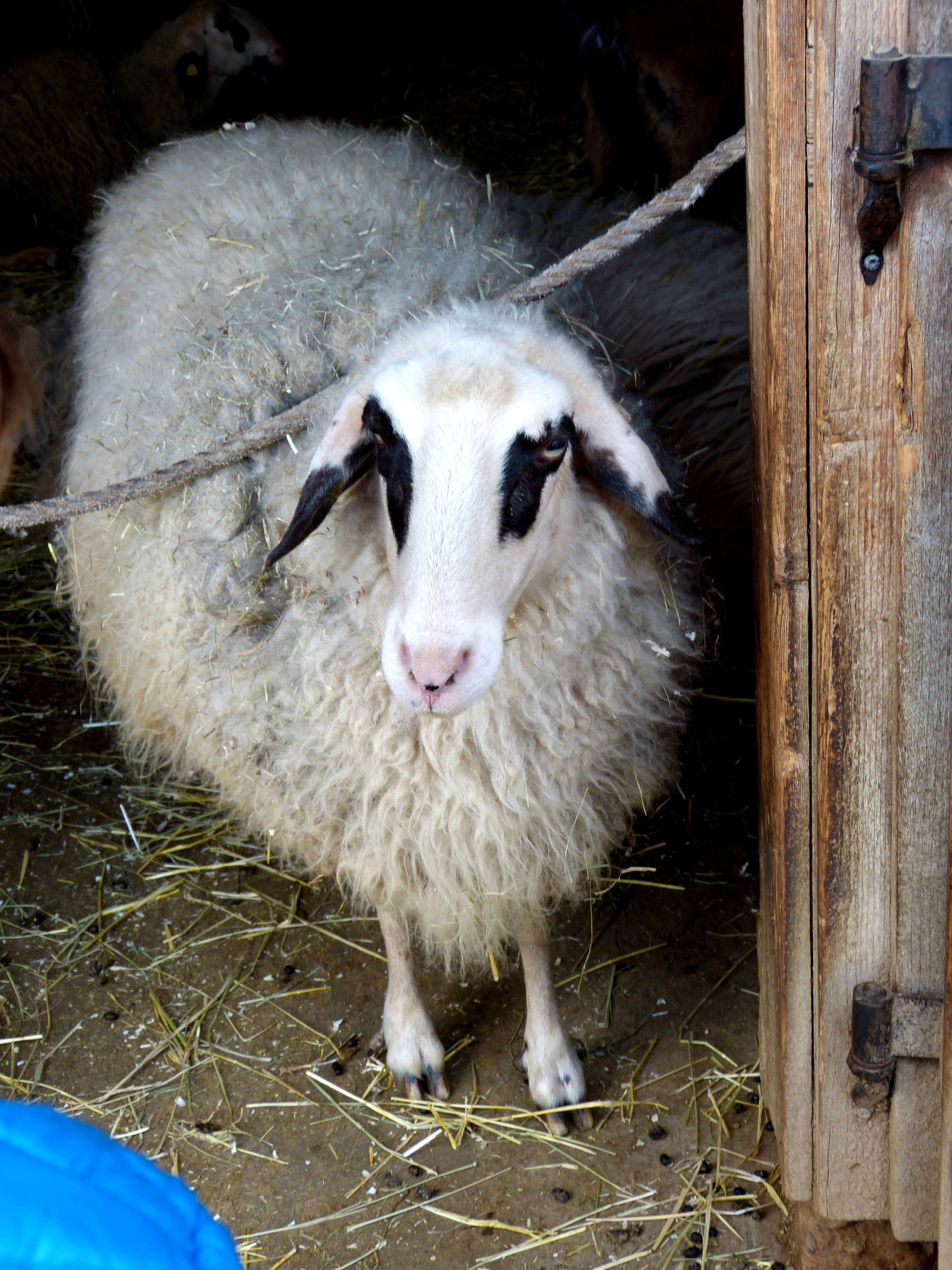
Một con cừu Jezersko-solčavska (cừu đeo kính)

Cừu Jezersko-Solčava (tiếng Đức: Kärntner Brillenschaf hoặc Seeländer Schaf, tiếng Slovenia: jezersko-solčavska ovca) là một giống cừu nhà có nguồn gốc từ các vùng của Jezersko và Solčava, trước đây thuộc đế quốc Áo, hiện bây giờ là ở Slovenia. Hiện nay một số ít được nhập khẩu vào Serbia vào năm 1991. Vào cuối năm 2013, dân số của chúng được báo cáo từ Slovenia là 17.200 đầu con, ở Áo là 5112-6500 con, ở Đức có 727 con và ở Italia là 4973 con. Chúng là giống kiêm dụng cho thịt cừu là len cừu.

## Đặc điểm

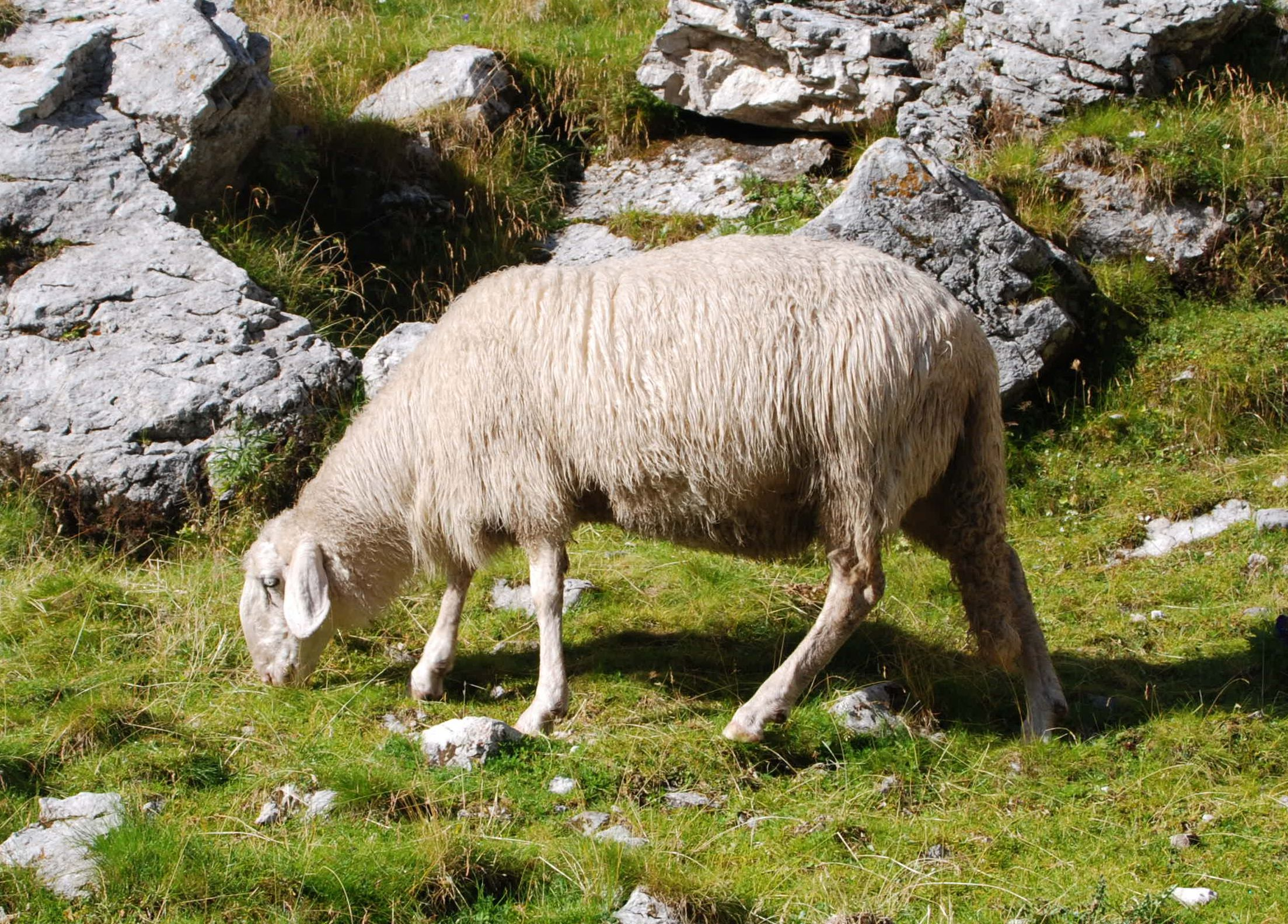
Một con cừu Jezersko-solčavska

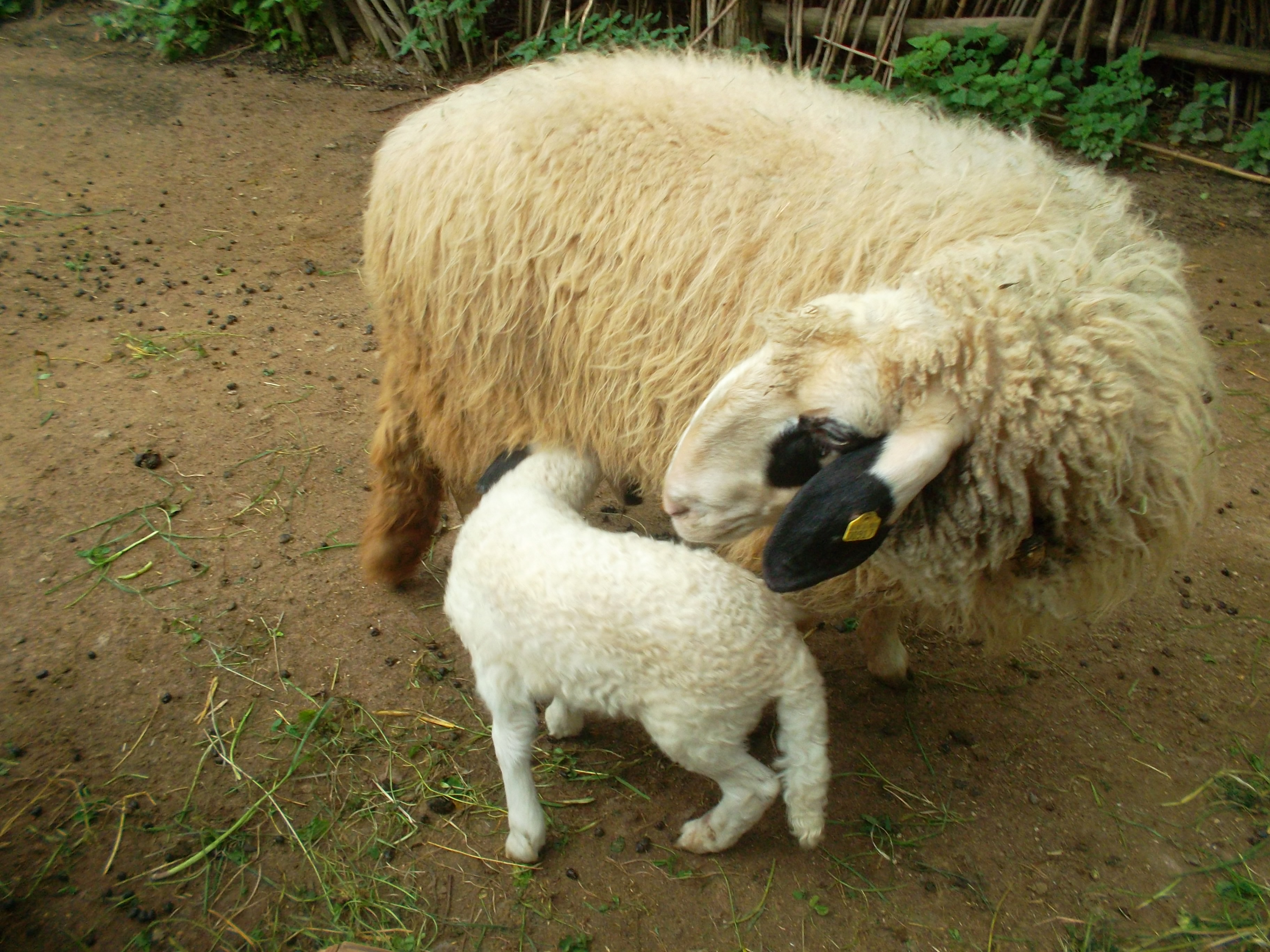
Cừu mẹ và cừu con

Cừu Jezersko-Solčava là kết quả từ việc lai tạo các giống cừu Tiroler Steinschaf với các giống cừu của Ý như cừu Bergamasca và cừu Padovana để cải thiện khả năng cho thịt cừu và len, trong đó sản lượng từ 4–5 kg mỗi năm. Len có chất lượng tốt. Các con cừu Jezersko-Solčava là giống cừu lông trắng nhưng chúng có mảng đen quanh mắt làm cho nó giống như đang đeo kính. Nó có một cái đầu rõ rệt lồi và là cụp tai, phần dưới từ một tới hai phần ba tai là có màu đen. Đôi môi và cằm có thể có đốm có màu đen; lông khác màu trắng. Cả hai giới đều khuyết sừng (hornless), móng rất chắc mạnh. 

## Chăn nuôi

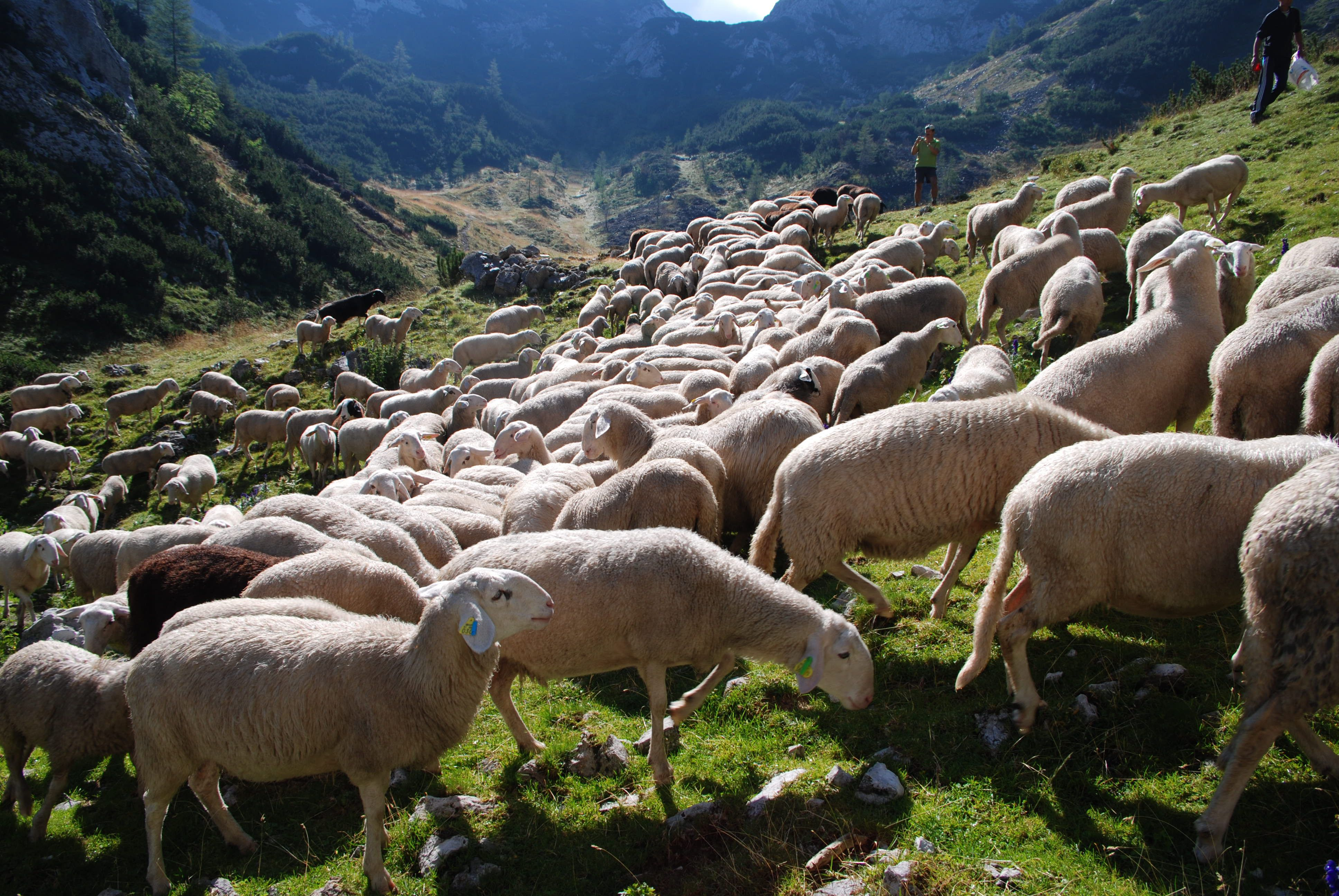
Chăn nuôi cừu

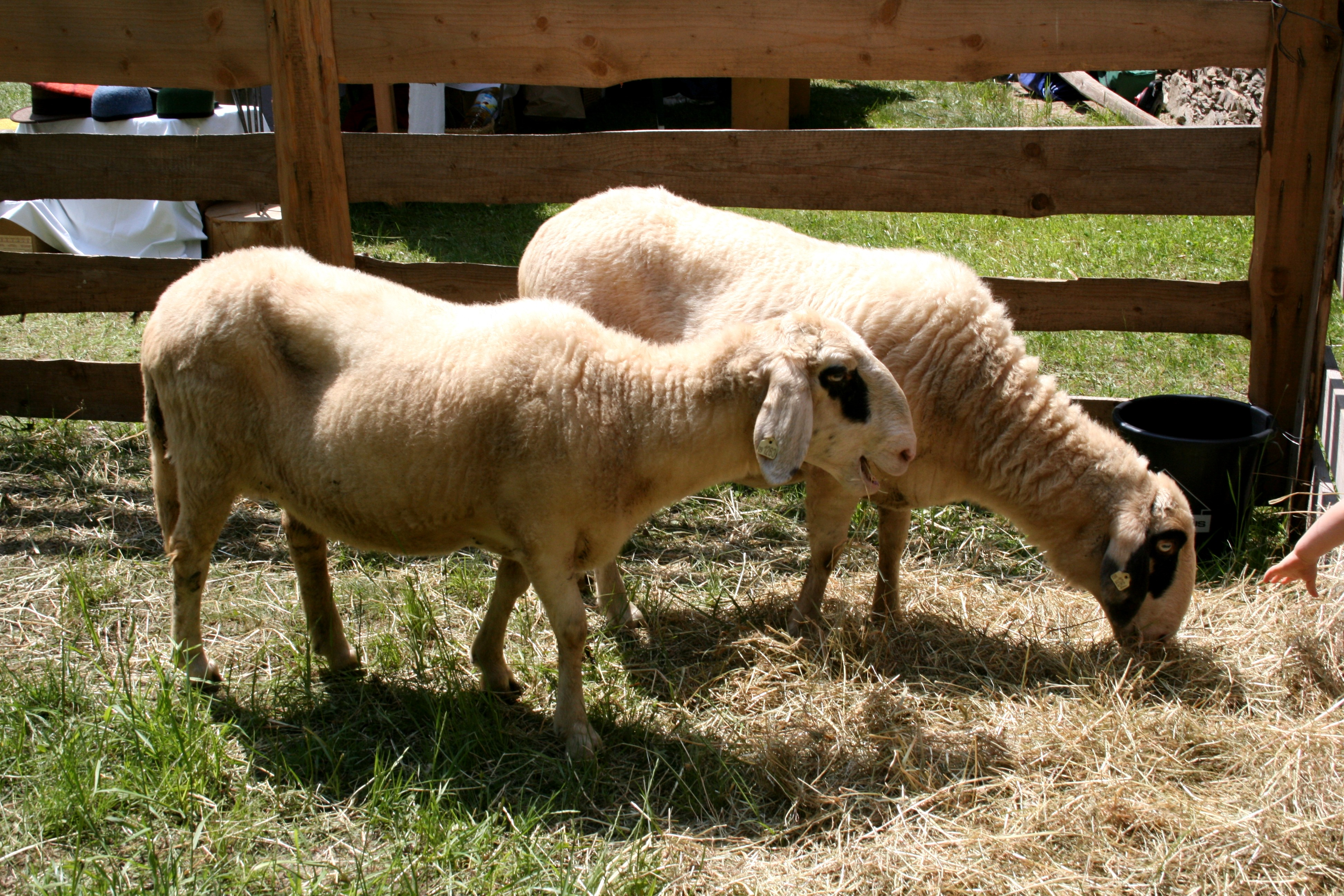
Hai con cừu tơ

Chúng có tính bầy đàn cao nên dễ quản lý, chúng thường đi kiếm ăn theo đàn nên việc chăm sóc và quản lý rất thuận lợi. Chúng cũng là loài dễ nuôi, mau lớn, ít tốn công chăm sóc. So với chăn nuôi bò thì chúng là vật nuôi dễ tính hơn, thức ăn của chúng rất đa dạng, thức ăn của chúng là những loại không cạnh tranh với lương thực của người. Chúng là động vật có vú ăn rất nhiều cỏ. Hầu hết chúng gặm cỏ và ăn các loại cỏ khô khác, tránh các phần thực vật có gỗ nhiều. Chúng có chế độ hoạt động ban ngày, ăn từ sáng đến tối, thỉnh thoảng dừng lại để nghỉ ngơi và nhai lại. Đồng cỏ lý tưởng cho chúng như cỏ, họ đậu. Khác với thức ăn gia súc, thức ăn chính của chúng trong mùa đông là cỏ khô.
Chúng là loài ăn tạp, có thể ăn được nhiều loại thức ăn bao gồm thức ăn thô xanh các loại như: rơm cỏ tươi, khô, rau, củ quả bầu bí các loại, phế phụ phẩm công nông nghiệp và các loại thức ăn tinh bổ sung như cám gạo ngũ cốc. Mỗi ngày chúng có thể ăn được một lượng thức ăn 15-20% thể trọng. Chúng cần một lượng thức ăn tính theo vật chất khô bằng 3,5% thể trọng. Với nhu cầu 65% vật chất khô từ thức ăn thô xanh (0,91 kg) và 35% vật chất khô từ thức ăn tinh (0,49 kg). Khi cho chúng ăn loại thức ăn thô xanh chứa 20% vật chất khô và thức ăn tinh chứa 90% vật chất khô.
Nguồn nước uống là nhu cầu cơ bản của chúng. Lượng nước cần cho chúng biến động theo mùa và loại và chất lượng thực phẩm mà chúng tiêu thụ. Khi chúng ăn nhiều trong các tháng đầu tiên và có mưa (kể cả sương, khi chúng ăn vào sáng sớm), chúng cần ít nước hơn. Khi chúng ăn nhiều cỏ khô thì chúng cần nhiều nước. Chúng cũng cần uống nước sạch, và có thể không uống nếu nước có tảo hoặc chất cặn. Trong một số khẩu phần ăn của chúng cũng bao gồm các khoáng chất, hoặc trộn với lượng ít. Cừu ăn khẩu phần bổ sung protein cao đã tăng lượng thức ăn ăn vào và khối lượng so với nhóm ăn khẩu phần bổ sung protein thấp.
Trong điều kiện chăn thả, việc bổ sung protein sẽ làm tăng tăng trọng và tăng lượng chất khô thức ăn ăn vào. Dinh dưỡng thấp thường dẫn đến stress về dinh dưỡng với các đặc điểm là dự trữ glycogen của cơ thấp nên pH trong thịt thường cao. Stress. Cừu ít bị ảnh hưởng của stress và không thấy stress có ảnh hưởng đến pH của thịt cũng không thấy có sự sai khác có ý nghĩa thống kê về giá trị pH trung bình ở cơ Longissimus dorsi của thịt cừu bị stress và cừu không bị stress, mặc dù có sự giảm pH nhanh hơn ở thịt cừu bị stress cũng không thấy có ảnh hưởng của stress ở các mức độ khác nhau đến pH của thịt cừu.

## Chăm sóc

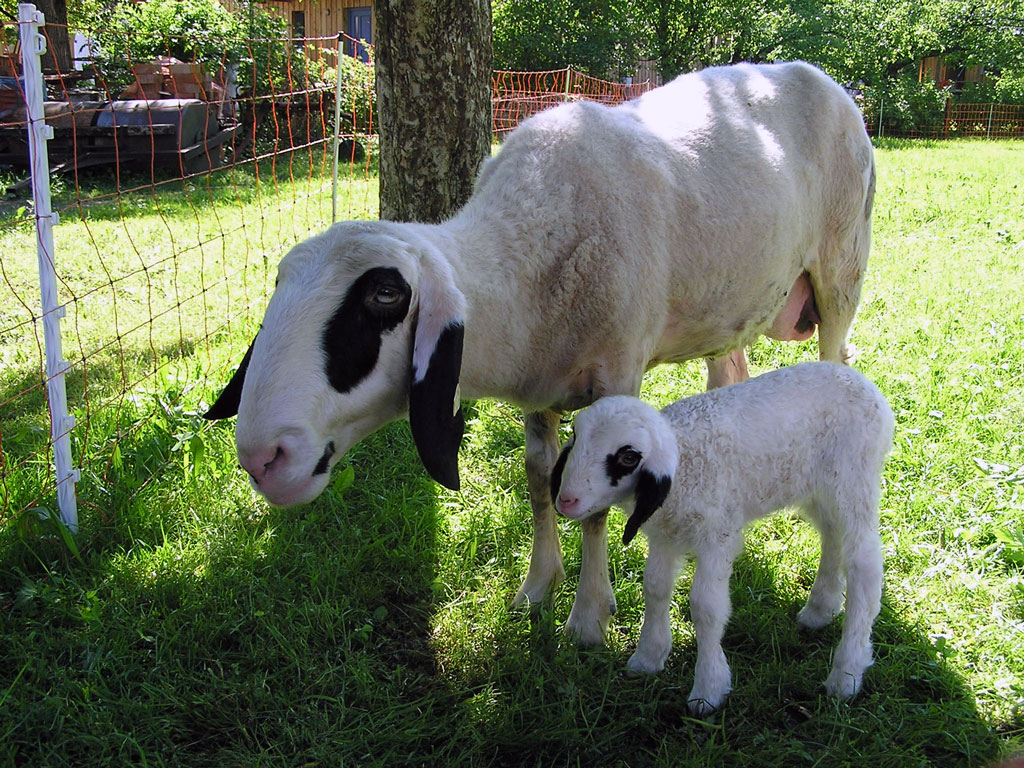
Cừu mẹ và cừu con

Sau khi cho phối giống 16-17 ngày mà không có biểu hiện động dục lại là có thể cừu đã có chửa, Căn cứ vào ngày phối giống để chuẩn bị đỡ đẻ cho cừu (thời gian mang thai của cừu 146-150 ngày) nhằm hạn chế cừu sơ sinh bị chết; Có thể bồi dưỡng thêm thức ăn tinh và rau cỏ non cho cừu có chửa nhưng tuyệt đối tránh thức ăn hôi mốc; Khi có dấu hiệu sắp đẻ (bầu vú căng, xuống sữa, sụt mông, âm hộ sưng to, dịch nhờn chảy ra, cào bới sàn...) nên nhốt ở chuồng riêng có lót ổ rơm và chăn dắt gần, tránh đồi dốc.
Thông thường cừu mẹ nằm đẻ nhưng cũng có trường hợp đứng đẻ, tốt nhất nên chuẩn bị đỡ đẻ cho cừu; Sau khi đẻ cừu mẹ tự liếm cho con. Tuy nhiên, vẫn phải lấy khăn sạch lau khô cho cừu con, nhất là ở miệng và mũi cho cừu con dễ thở. Lấy chỉ sạch buộc cuống rốn (cách rốn 4–5 cm), cắt cuống rốn cho cừu con và dùng cồn Iod để sát trùng; Giúp cừu con sơ sinh đứng dậy bú sữa đầu càng sớm càng tốt (vì trong sữa đầu có nhiều kháng thể tự nhiên); Đẻ xong cho cừu mẹ uống nước thoải mái (có pha đường 1% hoặc muối 0.5%).
Khối lượng sơ sinh là một tính trạng chịu ảnh hưởng di truyền của phẩm giống, các giống khác nhau có khối lượng sơ sinh khác nhau, khối lượng sơ sinh chịu ảnh hưởng số con sinh ra/lứa và lứa đẻ. Khối lượng sơ sinh của cừu con còn chịu ảnh hưởng khối lượng mẹ lúc đẻ. Khối lượng sơ sinh là một tính trạng phụ thuộc vào giống đực tham gia nhân giống. Khối lượng sơ sinh cao thường di truyền theo chiều hướng giống cừu cao sản. Khối lượng sơ sinh là một trong những yếu tố quan trọng nhất ảnh hưởng đến tốc độ sinh trưởng trong giai đoạn trước cai sữa. Tỷ lệ sống trước cai sữa và khả năng sinh trưởng chịu ảnh hưởng nhiều khối lượng sơ sinh trong khi đó khối lượng sơ sinh chịu ảnh hưởng của khối lượng cừu mẹ, tầm vóc, giới tính lứa đẻ
Cừu con trong 10 ngày đầu sau khi đẻ cừu con bú sữa mẹ tự do; Từ 11-21 ngày tuổi cừu con bú mẹ 3 lần/ngày, nên tập cho cừu con ăn thêm thức ăn tinh và cỏ non, ngon; 80-90 ngày tuổi có thể cai sữa. Giai đoạn này phải có cỏ tươi non, ngon cho cừu con để kích thích bộ máy tiêu hóa phát triển (đặc biệt là dạ cỏ) và bù đắp lượng dinh dưỡng thiếu hụt do sữa mẹ cung cấp không đủ; Cừu sinh trưởng và phát triển nhanh, mạnh ở giai đoạn này. Tăng trưởng tương đối của cừu tuân theo quy luật giảm dần theo tháng tuổi. Cường độ sinh trưởng tương đối đều tăng mạnh nhất cả ở cừu cái và cừu đực ở giai đoạn sơ sinh đến 3 tháng, sau đó dần dần giảm xuống theo các giai đoạn tháng tuổi về sau
Cần thu gom cừu đực để vỗ béo trước khi giết mổ. Những con cừu có khối lượng nặng hơn khi sinh thường là cừu đẻ đơn hoặc con của những cừu cái có kích thước cơ thể lớn hơn với điều kiện nuôi dưỡng tốt. những cừu sinh ra có khối lượng nặng hơn trong đàn cừu con sinh ra có cơ hội sống tốt hơn để tồn tại, đồng thời sinh trưởng trước cai sữa cũng chịu ảnh hưởng bởi khối lượng sơ sinh. Giới tính cũng ảnh hưởng đến cường độ sinh trưởng cừu đực lớn nhanh hơn cừu cái nhiều, khối lượng sơ sinh của cừu đực thường cao hơn. sinh đơn và sinh đôi cũng có sự khác nhau về khối lượng, Mặc dù cừu thiến thường có tỷ lệ thịt xẻ (%) cao hơn so với cừu khác, thiến cừu tại bốn tuần tuổi đã dẫn đến giảm tốc độ sinh trưởng ở cừu.